# Francesco Rubini
Pour les articles homonymes, voir Rubini.
Francesco Rubini (Ruvo di Puglia, 19 mai 1817 – Ruvo di Puglia, 8 août 1892) était un avocat et homme politique italien.
Il devint avocat pénaliste à Naples. Il s'inscrit dans le mouvement carbonariste de Ruvo nommé "Perfetta fedeltà". Rubini entra ensuite dans le mouvement  des jeunes "Giovine Italia" de Giuseppe Mazzini.
Le 6 septembre 1860, après la formation provisoire d'un gouvernement dans le sud de l'Italie par Giuseppe Garibaldi, Francesco Rubini fut nommé gouverneur avec les pleins pouvoirs.
Il constitua le triumvirat de la "Nuova Italia" avec Giovanni Jatta et Vincenzo Chieco. 
En 1867, il devenu juge conciliateur et conseiller communal tout en refusant la charge de préfet et le titre honorifique de chevalier du royaume d'Italie proposé par le roi Victor Emmanuel II.